# Раз на раз не випадає
«Раз на раз не випадає» (рос. «Раз на раз не приходится») — російський радянський художній фільм комедійного жанру 1987 року.

## Сюжет
Бригада з трьох будівельників відправлена на штрафні роботи: валити старі споруди. В одній з руїн герої фільму виявляють приховані кимось золоті злитки. Перед ними дилема: здати державі і отримати за знахідку чверть вартості скарбу — чи збути золото «наліво», але в умовах радянської дійсності продати і навіть просто заховати скарб не представляється можливим. В результаті головні персонажі фільму залишаються ні з чим.

## Актори
- Армен Джигарханян — Папашин
- Леонід Куравльов — Федір Романов
- Борислав Брондуков — Ізмайлов
- Любов Поліщук — Смірнова
- Віктор Кремльов — сержант міліції, племінник Папашина
- Володимир Бурлаков — директор кладовища
- Віталій Варганов — ювелір
- Анатолій Ведьонкін — виконроб Євген Васильович
- Марія Виноградова — старенька на вокзалі
- Борис Іванов — начальник
- Капітоліна Ільєнко — старенька на кладовищі
- Ніна Крачковська — знайома Романова
- Олександр Кудінов — швед
- Тетяна Мітрушина — чергова на вокзалі
- Володимир Ферапонтов — святий отець

## Джерело
- «Раз на раз не доводиться» на сайті IMDb (англ.)
- http://etvnet.com/tv/kinolyapyi-online/raz-na-raz-ne-prihoditsya-kinolyap-/403948/